# 通勤
通勤（つうきん）とは、職住分離における自宅と職場（勤務先）を往復する行為をいう。日本の都市部では特に鉄道の混雑率の高さから、これを「痛勤」と駄洒落のように皮肉することがある。また、通勤時間を経済の観点からみたものを通勤コストという。

## 通勤手段
自宅と職場の地理関係と距離により、様々な組み合わせの通勤手段が選ばれる。 徒歩、自転車、オートバイ（原付含む）、自家用自動車、バス、鉄道、船舶などが、単独あるいは組み合わせて使われる。
大都市圏では鉄道を通勤手段とすることが多い。自宅より徒歩や自転車、路線バスで最寄駅に向かい、鉄道に乗り継ぐような利用をする組み合わせが主体である。自宅から自動車で駅周辺まで行き、鉄道に乗り継ぐ「パークアンドライド」や「キスアンドライド」も大都市圏の郊外では多く見られる。
一方、地方都市においては自家用車で通勤先と往復まで向かうのが一般的である。路線バスや鉄道といった公共交通機関の路線数・便数が少ないうえに、雇用規模が大きい工場や大型店舗が中心市街地から遠くに立地していることが多い事情による。こうした工場や大型店舗は幹線道路沿いやそこに接続する工業団地に立地し、従業員の通勤と、取引先や顧客の来訪、物流（商品・資材の搬出入物流）への対応を兼ねて広大な駐車場を併設しているのが通例である。
最近は健康や環境への社会的な意識が高くなり、通勤の全行程に自転車を用いる人も増えている。このような自転車通勤をする人を「自転車ツーキニスト」と呼ぶこともある。
なお、自宅と職場が同一場所にある個人商店やSOHOのような場合は通勤は生じない。

## 日本の法律における位置づけ

### 通勤手当
従業員・職員の通勤に対し、それにかかる時間、費用（鉄道・バスなどの運賃や、高速道路の通行料金、車やバイクの燃料費など）は、就業規則等に取り決めがない場合、原則民法の規定により、費用は労務を提供する側である債務者負担であり、要する時間は私的時間をもってあて、労働時間でない。取り決めがある場合は、手当として給与に加算される。通勤定期券等の現物給付の場合、労働組合との労働協約が必要となる。
ただし、就業規則類により支給限度額が設定されたり、待遇によっては不支給（給与に含まれる扱い）となる場合もある。従業員・職員にとっては通勤時間にも影響する問題であり、通勤手段の工夫を要する。特に自宅～最寄駅のバス利用については、最低距離を定める就業規則類が多い。
また、複数の通勤ルートがある場合、従業員・職員はそのうちの最短ルートを、企業・団体側はコスト削減の面から最安ルートを希望するのが常である。実際上は、一定額までの差であれば従業員・職員の希望ルートを認めるところから、あくまで最安ルートが指定されるところまで、様々である。
特に鉄道新線が開通し、新たな通勤ルートができた際の取扱いについては、これが雇用主と労働組合の協議対象になることがある。

#### 税法上における通勤手当
税法（所得税法）上は通勤に係る運賃、時間、距離等の事情に照らし最も経済的かつ合理的と認められる通常の通勤の経路及び方法による運賃等の額について月15万円まで非課税となる（所得税法第9条第1項第5号→所得税法施行令第20条の2）。

#### 社会保険上における通勤手当
労働者災害補償保険法、雇用保険法、健康保険法、厚生年金保険法上、通勤手当（現物給付を含む）は労働者への報酬として扱われ、それぞれに応じた料率、保険料負担となる。

### 通勤災害
通勤途上に事故などで死亡または負傷した場合は、労働災害（公務員の場合は公務災害）に認定されることがある。（労働災害を参照）

## 遠距離通勤
一般には、片道1時間30分を超えると、遠距離通勤といわれる。アメリカ合衆国国勢調査局は片道90分以上の通勤者を「超長距離通勤者」（extreme commuter）と定義する。
多くの企業が集積する東京23区や大阪市への通勤の場合、片道で距離100kmまたは所要時間2時間を超えて通勤する人もいる。また、新幹線を利用して、新白河、長野、越後湯沢、静岡等から東京都心まで、岡山、相生、米原から大阪まで通勤する例もある（新幹線通勤）。
高度経済成長期からバブル期にかけての地価高騰によるドーナツ化現象に伴い、このような遠距離通勤はピークを迎えた。近年の地価下落による都心回帰傾向や、郊外遠方に自宅を購入した世代の退職により、遠距離通勤者の比重は減少する方向にある。
通勤時間が片道1時間異なると、40年間（週休2日前提）では単純計算で、19,200時間＝800日＝2年2ヶ月余りを余分に通勤に費やすこととなり、まさにこれはライフスタイルの問題であり、「通勤時間の有効活用」を題材にした書籍類が話題となる背景である。

### 国境を越える通勤
欧州連合（EU）加盟国を中心とするヨーロッパ諸国の多くは、国境での出入国検査を省略するシェンゲン協定に参加している。こうしたシェンゲン圏諸国は経済の一体化が進んでおり、約170万人が隣国へ毎日通勤している。
アジアにおいても、シンガポール、マレーシアのように相互往来が盛んな国境では、越境通勤、通学のためジョホール・シンガポール・コーズウェイでは、朝夕に渋滞が起きている。

## 関連事項
- 通学
- 出張
- ラッシュ時
- 時差通勤（オフピーク通勤）
- フレックスタイム制
- 定期乗車券（定期券）
- 通勤列車
- 通勤形車両 (鉄道)
- 新幹線通勤
- 都心回帰
- 労働災害・公務災害（通勤災害）
- ゆう活
- テレワーク